# Чекрыжов, Сергей Сергеевич
Серге́й Серге́евич Чекрыжо́в (род. 30 сентября 1967, Москва) — советский и российский музыкант и композитор. Музыкальный руководитель, композитор, аранжировщик, клавишник группы «Несчастный случай».

## Биография
Музыку начал сочинять с 7 лет, обучаясь в музыкальной школе «Восход» им. И. И. Радченко. Окончил механико-математический факультет МГУ в 1989 году, потом обучался там же в аспирантуре (1989—1991). Во время учёбы играл в Студенческом театре МГУ, сочинял музыку для спектаклей. В 1985 году там же познакомился с Алексеем Кортневым и Валдисом Пельшем.
С 1987 года — в составе «Несчастного случая», получил приглашение в группу после одного из концертов в летнем лагере МГУ.
В 1992 — 1995 учится в АМК при Московской консерватории.
В 1995 — 2000 — в Московской государственной консерватории, которую закончил по специальностям «дирижирование» (класс Бориса Тевлина) и «композиция» (ученик Юрия Буцко и Владислава Агафонникова).
В 1987—1993 годах, помимо «Несчастного случая», был пианистом и композитором «Дуэта ЧК» (Чекрыжов—Кривенко). В 1995 году принял участие в записи диска Юза Алешковского «Окурочек».
Композитор-аранжировщик мюзиклов «Норд-Ост», «Граф Орлов» и «Анна Каренина», ледового шоу «Щелкунчик».

## Карьера телекомпозитора
С 1989 по 2006 год работал на телевидении. По предложению Киры Прошутинской и Анатолия Малкина Чекрыжов написал музыку к первой заставке «Авторского телевидения». После этого познакомился с Игорем Угольниковым и оформил «Оба-на». Затем были такие передачи, как «АТВ-брокер», «Намедни», телеканал «Новая студия», телеигра «Звёздный час» (по приглашению Владислава Листьева) и многие другие.
С 1994 по 1995 год писал музыку для 1-го канала Останкино, а с 1995 по 2001 год — к заставкам «ОРТ» (в 1998 году номинировался на ТЭФИ за лучшее музыкальное оформление канала). В 1995—1996 годы создавал фирменный музыкальный стиль телеканала НТВ. Также является автором музыки к заставкам программ телеканала.
Использовал синтезаторы Ensoniq SD-1 и TS-12, а также сэмплеры Ensoniq ASR-10 и Akai.

### Композитор программ
- АТВ
  - Оба-на[8] (Первая программа ЦТ, 1990—1991)
  - Заставка телекомпании (1990—2006)
  - Новая студия (1992—1993)
  - Евгеник и… (1992)
  - ATV-брокер (1993)
  - Дебилиада (1993)
  - Времечко (1993)
  - Мы (1993—1997)
  - Мужчина и женщина (1993—1996)
  - Иванов, Петров, Сидоров (1995)
  - Вместе[6] (1997)
  - Ночной полёт (1997—2003)
  - Эх, Семёновна! (1999—2002)
  - Детектив-шоу (1999—2003)
  - Что делать? (2001—2011)
  - Пресс-клуб XXI (2010)
- НТВ
  - Намедни[6] (Первая программа ЦТ: 1990—1991, НТВ: 1993—2000)
  - Герой дня[6] (1995—2002)
  - Заставки, отбивки, шапки НТВ (1995—1997)
  - Сегодня. Прогноз погоды (1995—1996, первая версия)
  - Час сериала (1995—1997)
  - Доктор Угол (1996)
  - Такова спортивная жизнь (1996)
  - Кинотеатр юного зрителя (1996—1997)
  - Криминал (1996—1998)
  - Олимпийский час из Русского Дома (1996)
  - Русский альбом (1996—1997, 2001)
  - Большое времечко[6] (1996—1997)
  - Телекомпания «Живые новости» (1997—2003) аранжировка к музыке Григория Гладкова (также на «Первом канале»)
  - Русские гвозди (1997)
- ОРТ/Первый канал
  - Портрет на фоне (1992—1993)
  - Новости[6] (1994—2001), анонс новостей («шпигель») звучит до сих пор[8];
  - Заставки, отбивки, шапки (1995—2001, 2007—2009)[7]
  - Телекомпания КЛАСС! (1995—2000)
  - Зов джунглей (1995—2000) заставка, аранжировка к музыке Виктора Прудовского
  - Пока все дома (1995—2005), чередуясь с Виктором Прудовским
  - Время (1996—2000) аранжировка к музыке Свиридова[8];
  - Новости спорта (1996—2005) музыкальная подложка к спортивным турнирным таблицам
  - Моя семья (1996—2002) (также на РТР)[9]
  - Утренняя почта (1996—1997)
  - Приглашает концертная студия Останкино (1997—2000)
  - Лучшие из лучших (1997)
  - Вместе (1997—2000)
  - Классная компания (1997—2000)
  - Чердачок Фруттис (1997—1999) заставка, аранжировка к музыке Юрия Чернавского
  - Сельский час / Сельский тележурнал / Крестьянские ведомости (1997—1999)
  - Каламбур (Новогодний выпуск-1997)
  - Новости культуры (1999)
  - Программа 100 % (1999—2002)
  - Что да как (1999—2002)
  - Выборы (1999—2007, 2016—2018)
  - В мире животных (1999—2009), аранжировка (также на «Домашнем»)
  - Мультазбука (1999—2001)
  - История нового времени (2000)
  - Время футбола / На футболе (2000—2002)
  - Часы телеканала, утро/день (2000 — настоящее время)

Иногда встречается ошибочное приписывание Чекрыжову музыки, сопровождавшей прогноз погоды в новостях ОРТ в 1995—1996 годах. В действительности эта музыка написана Виталием Окороковым для песни «Дождь кончается».
- РТР/Россия
  - Сам себе режиссёр (1995—1997)
  - V.I.P (1996—1997)
  - Заставки, отбивки (1997—1998)[7]
  - Подробности (1997—1998)
  - Марьина роща[6] (1998—2000)
  - Сельские вести (1999)
  - На здоровье! (1999—2000)
  - Парламентский час[6] (2001—2012) (также на «России-24»)
  - Моя семья (2002—2003)
- ТВ-6
  - Клуб «12 копеек» (1996—1997)
  - Пальчики оближешь![6] (1996—2001)
  - Петерс поп-шоу[6] (2000—2001)
- СТС
  - Молодожёны (2000—2002)
  - Первое свидание[6] (2000—2001)
  - Окна (2002)
  - Медовый месяц (2002—2003)
  - Девичьи слёзы (2002—2004) (также на ДТВ)
- Телеигры
  - Звездный час[8] (1-й канал Останкино, ОРТ, 1992—2001)
  - Великолепная семёрка (1-й канал Останкино, 1992—1993; НТВ, 1995)
  - Пойми меня (ОРТ, 1995; НТВ, 1996—2000)
  - Угадай мелодию[8] оркестровка (ОРТ/Первый канал, 1995—2005)
  - Эти забавные животные (ОРТ, 1997—1999)
  - Круголя (ТВ Центр, 1997—1998)
  - Перехват (НТВ, 1997-98) (совместно с А. Батаговым, в титрах не указан)
  - Уроки по геометрии (1998—2001)
  - Царь горы[6] (ОРТ/Первый канал, 1999—2003)
  - Угадайка оркестровка (ОРТ, 1999—2000)
  - Антимония (ТВЦ, 2000—2001)
  - Русская рулетка[6] (ОРТ/Первый канал, 2002—2004)
  - Бремя денег (ТНТ, 2003)
  - Счастливый рейс[6] (НТВ, 2007—2008) аранжировка темы из игры «Царь горы»
- Другие
  - Клуб откровенных мужчин (МТК, 1995-96)
  - Игровой локализатор «Бука» (заставка, 1999—2011)
  - ТЭФИ-99 (заставка)[7]
  - Национальный интерес[6] (ТНТ, ТВЦ, 1999—2001)
  - Чем живёт Россия (Культура, 2001—2002)
  - Витамин роста (ТВ Центр, 1997—1999)
  - Щас спою (ТВ Центр, 1997—1999)
  - Ням-Ням (ТВ Центр, 1997—1998)
  - Приглашает Борис Ноткин (ТВ Центр, 2000—2013)
  - Пилот ТВ (заставка, 2000 — настоящее время) начало заставки передачи «Чердачок Фруттис»
  - Окна (ТНТ, 2002—2005)
  - Дом (ТНТ, 2003)

## Фильмография
- 1990 — «Круг» (документальный);
- 1991 — «Undo» (документальный);
- 1993 — «По Волге» (документальный; участвовал в эпизоде);
- 1995 — «Алиса в стране чудес» (мультфильм);
- 1997 — Корабль двойников;
- 1999 — Из России, для любви/From Russia, For Love[10][11] (документальный);
- 2003 — Супертёща для неудачника;
- 2003 — Другая жизнь;
- 2003 — Белое золото;
- 2004 — Холостяки;
- 2004 — Неравный брак;
- 2005 — Цена безумия;
- 2006 — У. Е.;
- 2007 — Ночные сестры;
- 2007 — Суженый-ряженый;
- 2007 — Слуга государев (совместно с А. Пискловым);
- 2007 — День выборов;
- 2007 — 20 сигарет;
- 2008 — Отдамся в хорошие руки;
- 2009 — Я вернусь (совместно с И. Шипиловым);
- 2010 — На измене;
- 2010 — Рейдер;
- 2011 — О чем ещё говорят мужчины (песни из альбома «Тоннель в конце света»);
- 2013 — Станица;
- 2013 — Братья по обмену (совместно с В. Борисовым и А. Черномордиковым);
- 2013 — Последний человек из Атлантиды;
- 2014 — Стартап (совместно с Д. Калашником);
- 2014 — Братья по обмену-2 (совместно с В. Борисовым и А. Черномордиковым);
- 2015 — Люди, сделавшие Землю круглой (документальный);
- 2015 — Пансионат «Сказка», или Чудеса включены[12];
- 2017 — Берлин 41-го. Долетали сильнейшие (документальный);
- 2017 — Ген высоты, или Как пройти на Эверест (документальный);
- 2017 — Каспий 24 (документальный);
- 2017 — Полярное братство (документальный);
- 2018 — Большой белый танец (документальный);
- 2018 — Гвардии Камчатка (документальный)[13];
- 2018 — Маша и Медведь. Новогодняя песенка (мультфильм);
- 2019—2022 — Фееринки (мультсериал);
- 2020 — Арктика. Увидимся завтра (документальный)[14];
- 2021 — Планета Земля. Увидимся завтра (документальный);
- 2022 — Узбекистан. Заглянуть за горизонт (документальный);
- 2022 — Валюша;
- 2023 — Ловцы Солнца (документальный)[15];
- 2024 — Гагарин. Человек, сошедший с небес (документальный)[16][17].

## Композитор спектаклей[18]
- «Межсезонье» (Студенческий театр МГУ, 1988 г.)
- «Вальпургиева ночь» (по пьесе В. Ерофеева — (Студенческий театр МГУ), 1989 г. — реж. Е. Славутин)
- «Сад идиотов» (Студенческий театр МГУ, 1990 г.)
- «Синие ночи ЧК» (Студенческий театр МГУ, 1991 г.)
- «Картотека» (по пьесе Ружевича — (Студенческий театр МГУ)).
- «Похищение…» (театр им. А. Н. Островского)
- «Остров сокровищ» (Московская театральная антреприза, 1996 г.)
- «День Радио» (театр «Квартет И», 2001 г., реж. — С. Петрейков)
- «Скрипка и немножко нервно» (по пьесе С. Савиной — МХТ им. Чехова, 2003 г., — реж. А. Марин)
- «День выборов» (театр «Квартет И», 2003 г., реж. — С. Петрейков)
- «Кот в сапогах» (Московский драматический театр им. А. С. Пушкина, 2004 г. — реж. Е. Писарев)
- «Три сестры» (Международный фестиваль им. А. П. Чехова, режиссёр Д. Доннелан, 2005 г.)
- «Одолжите тенора!» Архивная копия от 8 ноября 2018 на Wayback Machine (Московский драматический театр им. А. С. Пушкина, 2006 г. — реж. Е.Писарев)
- «Конек-горбунок» (МХТ им. Чехова, 2008 г. — реж. Е. Писарев)
- «Призраки» (МХТ им. Чехова, 2010 г. — реж. Е. Писарев)
- «Белоснежка и семь гномов» (МХТ им. Чехова, 2011 г. — реж. М. Миронов)
- «Таланты и покойники» Архивная копия от 7 марта 2016 на Wayback Machine (Московский драматический театр им. А. С. Пушкина, 2012 г. — реж. Е. Писарев)
- «Остров сокровищ» (Московский драматический театр им. А. С. Пушкина, 2013 г. — реж. Е. Писарев)
- «Поколение Маугли» (фонд Константина Хабенского, 2014 г.)[19]
- «Белый конь. Златая птица (Акбузат)» (Государственный академический русский драматический театр Республики Башкортостан, 2016 г. — реж. М. Рабинович)[20]
- «Ромео и Джульетта» (Театриум на Серпуховке, 2018 г., реж. — О. Ильин)[21]
- «В городе Лжедмитрове» (2019 г., в соавторстве с А.Кортневым и Д.Чувелёвым — реж. М.Виторган)
- «Весёлое имя — Пушкин» (2019 г., реж. Вениамин Смехов)[22]
- «Ханума» (МХТ им. Чехова, 2023 г., в соавторстве с Д. Чувелёвым — реж. В. Крамер)[23]

## Примечание
1. ↑  Сергей Чекрыжов, клавишник. Несчастный случай. — сайт группы 2008. Дата обращения: 6 октября. Архивировано 18 марта 2012 года.
2. ↑  Юз Алешковский — Окурочек. Дата обращения: 23 июля 2018. Архивировано 23 июля 2018 года.
3. ↑  Творческая группа. 1romantic. Дата обращения: 31 июля 2019. Архивировано 31 июля 2019 года.
4. ↑  AIF.RU. Татьяна Тарасова вышла на лед на премьере российского мюзикла на льду «Щелкунчик». www.aif.ru (21 декабря 2009). Дата обращения: 31 июля 2019. Архивировано 31 июля 2019 года.
5. 1 2 3 4  Сергей Чекрыжов: «Мне всегда было интересно заниматься всем». Дата обращения: 26 сентября 2015. Архивировано 27 сентября 2015 года.
6. 1 2 3 4 5 6 7 8 9 10 11 12 13 14 15 16  Сайт композитора Сергея Чекрыжова. Музыка для ТВ. Дата обращения: 29 августа 2015. Архивировано 10 августа 2015 года.
7. 1 2 3 4  «Цирковой оркестр» на клоунах, «рождественские бубенцы» на снеговиках. Как писали музыку к телепередачам 1990-х? Фрагмент книги «Новая критика». Meduza (21 ноября 2021). Дата обращения: 22 ноября 2021. Архивировано 22 ноября 2021 года.
8. 1 2 3 4 5  Первые лица. Сергей Чекрыжов. Дата обращения: 29 августа 2015. Архивировано 22 марта 2016 года.
9. ↑  Алексей КОРТНЕВ: “Меня стрижет моя невеста”. Московский комсомолец (6 апреля 2002). Дата обращения: 9 января 2018. Архивировано 9 января 2018 года.
10. ↑  в некоторых источниках — «Под защитой государства и судьбы»/«Дети»
11. ↑  Страница фильма на imdb. Дата обращения: 2 августа 2024. Архивировано 2 августа 2024 года.
12. ↑  Официальный сайт группы. Дата обращения: 5 мая 2020. Архивировано 1 октября 2020 года.
13. ↑  https://www.1tv.ru/doc/stati/gvardii-kamchatka-film-valdisa-pelsha-anons Архивная копия от 3 марта 2024 на Wayback Machine Страница на сайте Первого канала
14. ↑  https://www.1tv.ru/doc/stati/arktika-uvidimsya-zavtra-dokumentalnyy-film-anons Архивная копия от 3 марта 2024 на Wayback Machine Страница на сайте Первого канала
15. ↑  Страница на сайте Первого канала. Дата обращения: 10 июня 2023. Архивировано 10 июня 2023 года.
16. ↑  https://www.intermedia.ru/news/384887 Архивная копия от 1 марта 2024 на Wayback Machine 90-летие Юрия Гагарина отметит Первый канал
17. ↑  https://www.1tv.ru/doc/stati/gagarin-chelovek-soshedshiy-s-nebes-dokumentalnyy-film-anons Архивная копия от 2 марта 2024 на Wayback Machine Анонс фильма на сайте Первого канала
18. ↑  Сайт композитора Сергея Чекрыжова - Спектакли. bigmusic.pro. Дата обращения: 31 июля 2019. Архивировано 31 июля 2019 года.
19. ↑  "Поколение Маугли": Константин Хабенский поставит благотворительные спектакли по всей стране. ru.hellomagazine.com. Дата обращения: 31 июля 2019. Архивировано 31 июля 2019 года.
20. ↑  Белый конь. Златая птица (Акбузат) - РусДрамТеатр. www.rusdram.ru. Дата обращения: 31 июля 2019. Архивировано 18 января 2020 года.
21. ↑  Ромео и Джульетта - Спектакли - Театриум на Серпуховке. teatrium.ru. Дата обращения: 31 июля 2019. Архивировано 31 июля 2019 года.
22. ↑  Премьерный показ литературно-музыкального проекта «Веселое имя – Пушкин». spbculture.ru. Дата обращения: 25 декабря 2019. Архивировано 25 декабря 2019 года.
23. ↑  Ирина Пегова станет новой Ханумой в спектакле Крамера. oteatre.info. Дата обращения: 27 мая 2023. Архивировано 27 мая 2023 года.